# ۱۰۰ پا
۱۰۰ پا (به انگلیسی: 100 Feet)، یک فیلم ترسناک به نویسندگی و کارگردانی اریک رد و بازی فامکه یانسن، بابی کاناوله، اد وستویک و میکیل پاری، محصول ۲۰۰۸ میلادی آمریکا است.

## خلاصه داستان
مارنی واتسون (فامکه یانسن) پس از اینکه برای دفاع از خود در برابر سوء استفاده شوهرش او را بقتل می‌رساند به وسیله ماشین پلیس به خانه‌اش فرستاده می‌شود تا تحت بازداشت خانگی قرار بگیرد. او به وسیله شنکس (بابی کاناوله) که یک مأمور پلیس و همکار سابق شوهرش است به خانه اسکورت می‌شود. پس از اینکه آنها به داخل خانه می‌روند مأمور دیگری سر می‌رسد و پابندی را به مچ پای او متصل می‌کند و به او می‌گوید که نمی‌تواند بیش از صد پا از ردیابی که درون خانه وجود دارد دور شود و اگر زنگ خطر بیش از سه دقیقه به صدا در آید پلیس مطلع خواهد شد.